# Chickasaw (Alabama)
Chickasaw è un comune degli Stati Uniti d'America situato nella contea di Mobile dello Stato dell'Alabama.